# Саманта Джоунс
Саманта Джоунс (на английски: Samantha Jones) е героиня в главния състав от американския телевизионен сериал „Сексът и градът“. Ролята се изпълнява от Ким Катрал. В българския дублаж се озвучава от Радосвета Василева.
Саманта Джоунс е PR и бизнесдама с високо либидо. Тя е една от четирите самотни приятелки от сериала „Сексът и градът“, живеещи и черпещи от живота с пълни шепи. В първите серии на филма, Саманта вече е отпразнувала своята петдесетгодишнина, но това изобщо не ѝ пречи да е горда, самостоятелна, интелигентна и разкрепостена. Обявява себе си за експериментатор в секса. Самата тя обяснява, че това означава, че е готова да пробва всичко в секса, но само по веднъж. Съвсем открито изразява презрение към моногамията и започва да се притеснява истински, когато нейните сексуални взаимоотношения приемат емоционален обрат.
Емблематични реплики на Саманта в сериала:
- „На практика връзките на всички хора, които познавам, се основават на лъжи и взаимно приемливи заблуди.“
- „Мъжете изневеряват по същата причина, по която и кучетата лижат топките си. Защото могат!“
- „Един мъж може много лесно да те зареже – както ако на първата среща правиш секс с него, така и ако изчакаш чак до петата.“
- Саманта: „В крайна сметка всички семейни двойки спират да правят секс.“
  - Миранда: „Това не е вярно. Ти си имала много сексуални контакти с женени мъже.“
- „Обичам фондовата борса – стая пълна с крещящи, потни мъже и всички се опитват да го вдигнат.“
- „Лошата новина е, че си уволнен. Добрата – че вече мога да спя с теб.“
- „Парите са власт. Сексът е власт. Ето защо получаването на пари в замяна на секс е просто обмен на валута.“
- „911? Здравейте, възбудена съм!“